# Leidingkarakteristiek

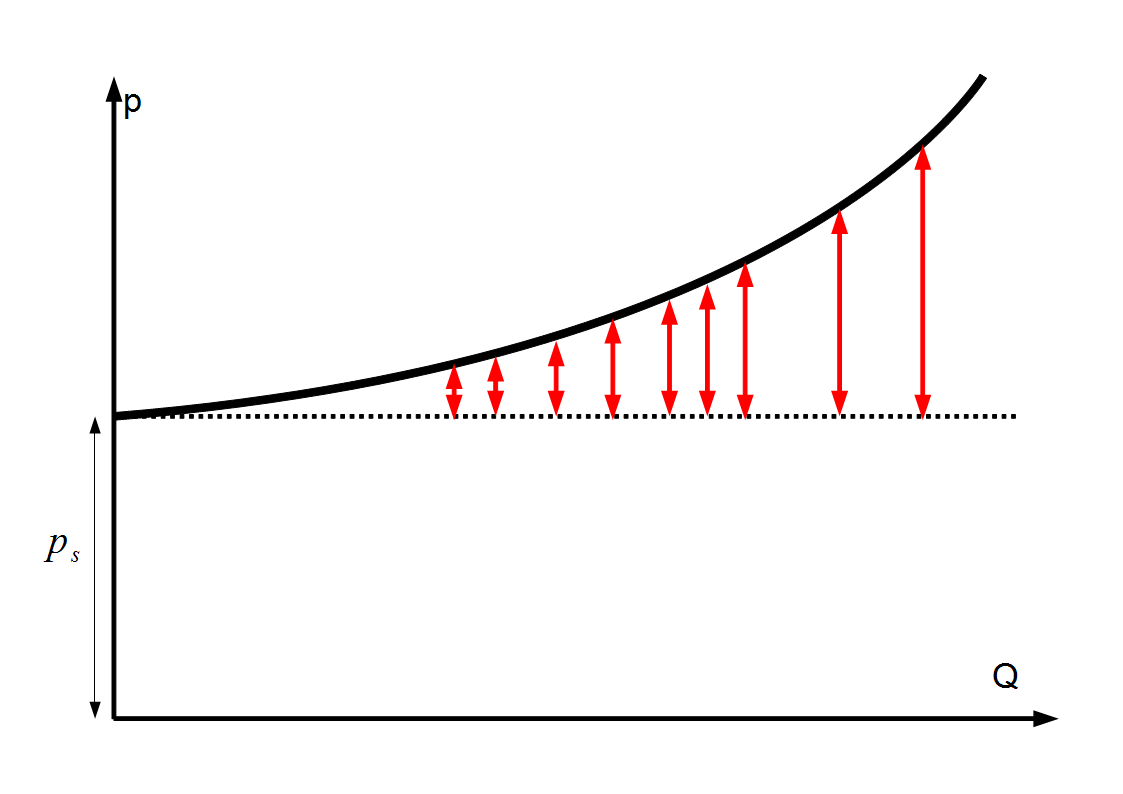
Rood: ladingsverliezen

De leidingkarakteristiek  is in de pomptechniek  het verband tussen de opvoerdruk die een pomp, geschakeld in een bepaalde leiding, zou moeten hebben om een welbepaald debiet in de leiding te verkrijgen.
De leidingkarakteristiek is dus onafhankelijk van de pomp. Ze wordt verkregen door bij de statische opvoerdruk ({\displaystyle \ p_{s}}) (de opvoerdruk bij een oneindig klein debiet), de ladingsverliezen in de leiding op te tellen. De ladingsverliezen zijn evenredig met het debiet in het kwadraat.
De leidingkarakteristiek wordt in combinatie met de pompkarakteristiek gebruikt om het debiet van een pomp in een leiding te bepalen.